# Stanislaw Julian Ostroróg

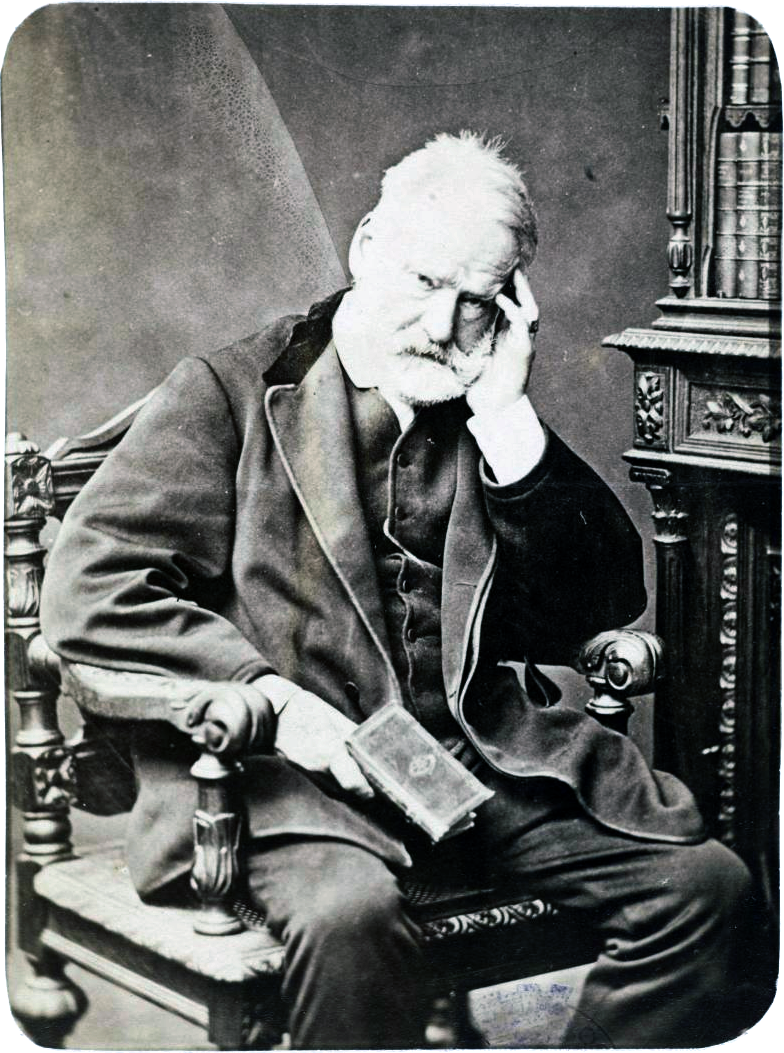
Victor Hugo, Paris, 1875, Foto von Walery.

Stanisław Julian Ostroróg (geboren 15. Januar 1836 in Suwałki, Kongresspolen, Russisches Kaiserreich; gestorben 31. Mai 1899) war ein polnisch-englischer Fotograf. Graf Ostroróg wurde 1862 britischer Staatsbürger. Er besaß Fotostudios in Paris und Marseille, ab 1883 in London in der 5 Conduit Street, später ab 1886 in der 164 Regent Street. Schließlich übernahm sein Sohn Stanisław Julian Ignacy Ostroróg das Unternehmen Walery.